# Bis hierher hat mich Gott gebracht
„Bis hierher hat mich Gott gebracht“ ist ein Kirchenlied aus dem Evangelischen Gesangbuch, veröffentlicht unter der EG Nr. 329.

## Geschichte
Bis hierher hat mich Gott gebracht ist die bekannteste Kirchenlieddichtung von Aemilie Juliane von Schwarzburg-Rudolstadt (1637–1706). Erstmals veröffentlicht wurde der rund 15 Jahre zuvor verfasste Text im Jahr 1699.
Peter Sohren schuf 1668, zunächst zum Text Du Lebensbrot, Herr Jesu Christ von Johann Rist, die heute im Evangelischen Gesangbuch zu findende Melodie.
Gedruckt erschien der Text von Schwarzburg-Rudolstadt mit der Melodie von Sohren zusammen erstmalig 1685 in einem Sammelband mit mehreren Liedern der Textverfasserin. Es trägt dort den Titel Im Namen Jesu! Tägliches Morgen-, Mittags- und Abend-Opfer und war dort für die Hausandacht „Mittwochs nach der Mahlzeit“ vorgesehen.

## Text
Bis hierher hat mich Gott gebracht

durch seine große Güte,

bis hierher hat er Tag und Nacht

bewahrt Herz und Gemüte,

bis hierher hat er mich geleit’,

bis hierher hat er mich erfreut,

bis hierher mir geholfen.

Hab Lob und Ehr, hab Preis und Dank

für die bisher’ge Treue,

die du, o Gott, mir lebenslang

bewiesen täglich neue.

In mein Gedächtnis schreib ich an:

Der Herr hat Großes mir getan,

bis hierher mir geholfen.

Hilf fernerhin, mein treuster Hort,

hilf mir zu allen Stunden.

Hilf mir an all und jedem Ort,

hilf mir durch Jesu Wunden.

Damit sag ich bis in den Tod:

Durch Christi Blut hilft mir mein Gott;

er hilft, wie er geholfen.

## Inhalt und Nutzung
Das Lied Bis hierher hat mich Gott gebracht war lange Zeit eines der beliebtesten Dank- und Bittlieder zum Geburtstag.
Kernthema des Liedes ist die Dankbarkeit für die vergangene Lebenszeit und das Vertrauen in Gottes Güte und Hilfe in allen kommenden Tagen bis hin zum Tode. Zitiert wird u. a. in der zweiten Strophe das Magnificat: „Der Herr hat Großes (an) mir getan“.
Das Lied ist Teil der evangelischen landes- und freikirchlichen Singpraxis.